# Kościół Świętej Rodziny w Kępie
Kościół pw. Świętej Rodziny w Kępie – zabytkowy, neogotycki kościół należący do dekanatu Wałcz, diecezji koszalińsko-kołobrzeskiej, we wsi Kępa, w powiecie czarnkowsko-trzcianeckim, w województwie wielkopolskim. Kościół filialny erygowanej w XIX wieku parafii pw. Trójcy Świętej w Róży Wielkiej. Wzniesiony w neogotyckim stylu w drugiej połowie XIX wieku jako kościół ewangelicki. Poświęcenie miało miejsce 12 stycznia 1958 roku.

## Wyposażenie
Budowla murowana, jednonawowa, z jednym ołtarzem głównym, przedstawiającym Świętą Rodzinę oraz dwoma bocznymi, z obrazami Jezu ufam Tobie i Matki Boskiej Częstochowskiej. 

## Otoczenie
Przy kościele mieści się stary, niemiecki cmentarz.